# 2192 Pyatigoriya
2192 Pyatigoriya è un asteroide della fascia principale del diametro medio di circa 31,6 km. Scoperto nel 1972, presenta un'orbita caratterizzata da un semiasse maggiore pari a 3,1384748 UA e da un'eccentricità di 0,0764096, inclinata di 9,75942° rispetto all'eclittica.
L'asteroide è dedicato alla città russa di Pjatigorsk.